# 4 Pomorska Dywizja Piechoty
4 Pomorska Dywizja Piechoty im. Jana Kilińskiego (4 DP) – związek taktyczny piechoty ludowego Wojska Polskiego.
Sformowana w rejonie Sum na Ukrainie w 1944 roku. Weszła w skład 1 Armii WP. Walczyła o Pragę, przełamywała Wał Pomorski. W okresie walk o Kołobrzeg jako pierwsza wyszła na plaże Bałtyku.
W maju 1945 wyszła nad Łabę.  Po wojnie jej oddziały stanowiły zalążki do sformowania sztabu i niektórych oddziałów Korpusu Bezpieczeństwa Wewnętrznego. W sierpniu 1945 odtworzona w rejonie Poznania. Sztab dywizji stacjonował pierwotnie w Kaliszu, a potem w Krośnie Odrzańskim. W 1962 przeformowana na 4 Dywizję Zmechanizowaną.

## Formowanie
1 kwietnia 1944 w Sumach na terenie ZSRR rozpoczęto formowanie 4 Dywizji Piechoty. 4 das SU-76 sformowano pod Moskwą.
17 kwietnia  nadano jej imię Jana Kilińskiego. Po czterech miesiącach szkolenia jednostkę przegrupowano w rejon Lublina, gdzie 10 września 1944 otrzymała sztandar i jako pierwsza jednostka ludowego Wojska Polskiego złożyła przysięgę na terytorium Polski. W sierpniu 1944 dywizja pełniła służbę garnizonową w Lublinie.

### Struktura organizacyjna w 1944
Dowództwo i sztab dywizji
- 10 pułk piechoty
- 11 pułk piechoty
- 12 Kołobrzeski pułk piechoty
- 6 pułk artylerii lekkiej
- 4 dywizjon artylerii pancernej
- 5 batalion saperów
- 4 batalion szkolny
- 4 kompania rozpoznawcza
- 4 kompania łączności
- 4 kompania chemiczna
- kompania samochodowo-transportowa

## Marsze i działania bojowe
Po sformowaniu w maju 1944 i przejściu półtoramiesięcznego szkolenia, dywizja od 17 do 30 czerwca została przewieziona koleją przez Konotop, Kijów, Korosten, Nowogród Wołyński, Szepietówkę, Równe w rejon Ołyki i weszła w skład 1 AWP.
10 września 1944 jednostka przeszła chrzest bojowy podczas walk o Pragę, prawobrzeżną dzielnicę Warszawy. Do 16 września wraz z pozostałymi jednostkami 1 Armii Wojska Polskiego uczestniczyła w oczyszczaniu przedpola miasta, a następnie przeszła na pozycje obronne wzdłuż Wisły. Po upadku Powstania Warszawskiego jednostka pozostała na pozycjach aż do 14 stycznia 1945, kiedy wzięła udział w styczniowej ofensywie Armii Czerwonej. Do 17 stycznia brała udział w wyzwalaniu ruin Warszawy.
29 stycznia 1945, jako pierwsza jednostka w sile 9609 żołnierzy i oficerów nawiązała walkę  w pasie przesłaniania Wału Pomorskiego. Do 5 lutego brała udział w walkach m.in. o Złotów, Jastrowie, Szwecję i Zdbice. 8 marca siły główne 4 DP rozpoczęły walki o Kołobrzeg. Po przełamaniu linii niemieckich w tym rejonie, 13 marca  2 batalion  12 pp, jako pierwszy pododdział Wojska Polskiego, wyszedł na plaże Bałtyku.
Po krótkim odpoczynku i przegrupowaniu 4 Dywizja Piechoty weszła 14 kwietnia 1945 do walki w  II rzucie 1 Armii Wojska Polskiego w operacji berlińskiej. 17 kwietnia przekroczyła Odrę przez most pontonowy w okolicy Gozdowic. 19 kwietnia włamała się w obronę niemiecką w rejonie Wriezen. Od 20 kwietnia nacierała za wycofującym się nieprzyjacielem. 22 kwietnia całością sił wyszła nad Kanał Hohenzollernów. 24 kwietnia sforsowała Kanał i nacierała w kierunku zachodnim. Zdobyła Binkerwarder i w dalszych działaniach wyszła nad Łabę. Ostatnie walki dywizja stoczyła w tym rejonie 5 maja, a 15 maja zakończyła szlak bojowy w miasteczku Klietz. Od 1 czerwca rozpoczęło się wycofywanie jednostki do Polski.
Za walki o przełamanie Wału Pomorskiego 6 maja 1945 dywizja otrzymała miano „Pomorskiej” oraz została odznaczona Krzyżem Grunwaldu II klasy. Prezydium Rady Najwyższej ZSRR odznaczyło dywizję Orderem Czerwonego Sztandaru.
Uchwałą Rządu Tymczasowego z 26 maja 1945 skład osobowy i sprzęt 4  Dywizji Piechoty (z wyjątkiem artylerii i batalionu sanitarnego) posłużył jako zalążek do sformowania sztabu i niektórych oddziałów Korpusu Bezpieczeństwa Wewnętrznego. Dowódca dywizji zaś – gen Kieniewicz został dowódcą KBW.
|  |  |  |  |

|  |  |  |

## Sztandar dywizji
Sztandar dywizji ufundowało społeczeństwo Lubelszczyzny. Wręczenia dokonał  gen. Zygmunt Berling w dniu 10 września 1944 roku. W uroczystości wzięli udział przewodniczący KRN, Bolesław Bierut, przewodniczący PKWN Edward Osóbka-Morawski, naczelny dowódca WP, gen. Michał Rola-Żymierski, oraz przedstawiciele społeczeństwa lubelskiego. Sztandar wykonano prawdopodobnie w Moskwie.
Opis sztandaru:

Płat o wym. 93,5 × 94,5 cm, obszyty z trzech stron żółtą frędzlą, przymocowany do drzewca za pomocą trzech tasiemek i dziewięciu gwoździ. Drzewce z jasnego politurowanego drewna, z dwóch części skręcanych za pomocą okuć mosiężnych. Głowica w kształcie orła wspartego na cokole skrzynkowym z napisem: "4 Dywizja Piechoty im. Jana Kilińskiego". Do drzewca przymocowana wstęga Orderu Czerwonego  Sztandaru.
Strona główna:

Czerwony krzyż kawalerski; pola między  ramionami krzyża białe. Pośrodku aplikowany i haftowany białą nicią orzeł w otoku wieńca laurowego, aplikowanego i haftowanego żółtym i brązowym jedwabiem. Na ramionach krzyża haftowane biało-szarą nicią napisy: "HONOR I OJCZYZNA" i "ZA NASZĄ I WASZĄ WOLNOŚĆ". Na białych polach haftowane brązową nicią, ponad gałązkami lauru, cyfry i inicjały pułków wchodzących w skład dywizji: "10 P.P."; "11 P.P."; "12 P.P."; "4 P.A.L.".
Strona odwrotna:

Czerwony krzyż kawalerski; pola między ramionami krzyża białe. Pośrodku, na aplikowanym kole, haftowana szaro-brązową nicią podobizna Jana Kilińskiego w otoku wieńca jak na stronie głównej. Poniżej w półokrąg haftowany beżowo-szarą nicią napis: "4 DYWIZJA PIECHOTY IM. J. KILIŃSKIEGO". Na dwu białych polach daty: "1794" i  "1944" oraz gałązki lauru.

## Dywizja w okresie pokoju

### W Wielkopolsce
W sierpniu 1945 roku odtworzono Dywizję  formując ją w rejonie Poznania i Biedruska na bazie 3 i 5 Zapasowego Pułku Piechoty. Sztab dywizji stacjonował w tym okresie w Biedrusku.
W 1948 dywizja była rozlokowana w garnizonach:
- Dowództwo 4 DP – Kalisz
- 10 pułk piechoty – Ostrów Wielkopolski
- 11 pułk piechoty – Leszno
- 12 pułk piechoty – Pleszew
- 6 pułk artylerii lekkiej – Krotoszyn
- 18 dywizjon artylerii przeciwpancernej – Leszno
- 5 batalion saperów – Kalisz
- 21 kompania łączności – Kalisz

W 1949 roku dywizja weszła w skład 2 Korpusu Piechoty a następnie w 1952 do 2 Korpusu Armijnego.
Na podstawie rozkazu MON Nr 0045/0rg  z 17 maja  1951 dywizja została przeformowane na etaty 2/119-2/128   (typu A) o stanach liczebnych 8018 żołnierzy oraz 160 pracowników cywilnych (do końca 1951 miała funkcjonować w stanach zmniejszonych, 7857 żołnierzy i 160 pracowników cywilnych). Dywizję też  wydatnie wzmocniono. W jej skład wszedł daplot z 18 armatami plot. W pułkach utworzono kompanię plot liczącą 12 km plot oraz baterię artylerii samobieżnej z 4 (czas "W" 6) działami SU-76 i baterię artylerii z 4 armatami ZiS-30. W batalionach utworzono pluton plot z 4 km plot oraz wprowadzono ponownie (wycofane w końcu lat czterdziestych) armaty 45 mm wz 37/42, zwiększono nasycenie bronią maszynową. Na etatowym wyposażeniu dywizji piechoty typu A było: 12 dział samobieżnych SU-76 (etat "W" – 18 sztuk), 78 dział, 18 armat plot, 99 moździerzy oraz 650 ciągników i samochodów (etat "W" 1154 pojazdy).
Jesienią 1958, w związku z następną decyzją o zmniejszeniu sił zbrojnych, Dywizję  skadrowano redukując liczbę żołnierzy do 2,4 tys. W 1960, w związku z przezbrojeniem dywizjonu artylerii przeciwlotniczej w nowe armaty 57 mm, stan osobowy zwiększył się do 2,5 tys. żołnierzy.

### Na ziemi lubuskiej

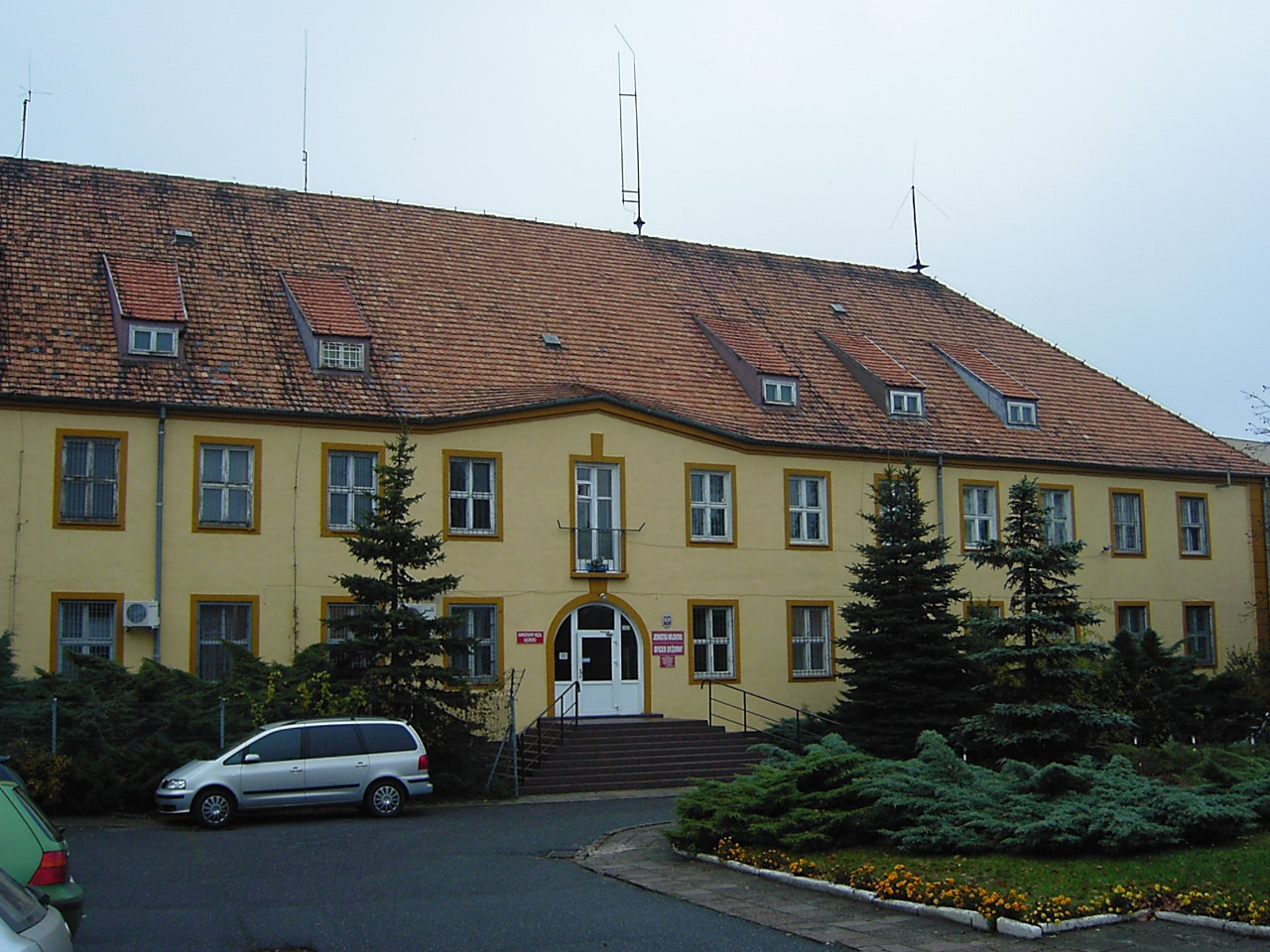
Krosno Odrzańskie – w tym budynku stacjonował sztab dywizji

W 1950 roku dywizję przedyslokowano na Ziemię Lubuską. Poszczególne oddziały zajęły kompleksy koszarowe po armii niemieckiej.

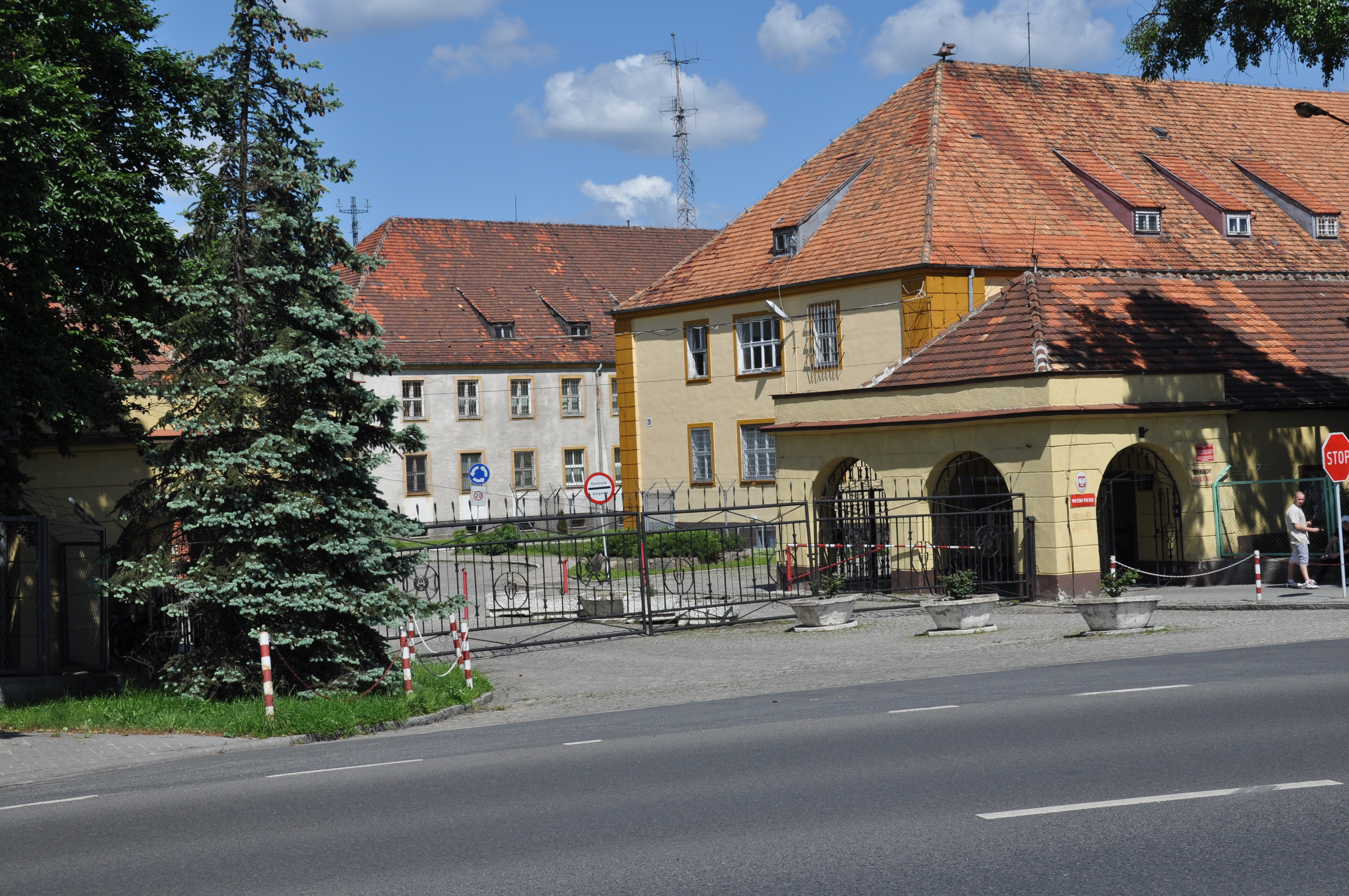
Krosno Odrzańskie – w tych koszarach stacjonował 36 batalion łączności

- Dowództwo 4 DP – Krosno Odrzańskie
- 36 batalion łączności – Krosno Odrzańskie
- 11 pułk piechoty – Krosno Odrzańskie
- 13 pułk piechoty  – Cibórz
- 38 pułk piechoty  – Kożuchów
- 22 pułk artylerii lekkiej – Sulechów
- 18 dywizjon artylerii przeciwpancernej – Krosno Odrzańskie
- 19 dywizjon artylerii przeciwlotniczej – Krosno Odrzańskie
- 5 batalion saperów – Krosno Odrzańskie

W czerwcu 1956 roku oddziały dywizji ćwiczyły na poligonie Wędrzyn. 28 czerwca dowódca dywizji otrzymał zadanie wykonać marsz do Poznania. 29 czerwca do 0:20 jednostki weszły do miasta. Zajęły: 111 Szpital Wojskowy, rejonu Targów Poznańskich i parku Kasprzaka oraz wzmocniły ochronę ZISPO
Wiosną 1957, w ramach kolejnej redukcji, rozformowano 5 Saską Dywizję Piechoty. 4 Dywizja przejęła część jej garnizonów i oddziałów. W tym czasie otrzymała etaty dywizji piechoty typu A
- Dowództwo 4 DP – Krosno Odrzańskie
- 36 batalion łączności – Krosno Odrzańskie
- 11 pułk piechoty – Krosno Odrzańskie
- 12 pułk piechoty – Gorzów Wielkopolski
- 17 pułk piechoty – Międzyrzecz
- 22 pułk artylerii – Sulechów
- 6 dywizjon artylerii przeciwpancernej – Skwierzyna
- 26 dywizjon artylerii przeciwlotniczej – Wędrzyn
- 41 batalion czołgów – Wędrzyn
- 21 batalion rozpoznawczy (JW1977)[12]
- 5 batalion saperów – Krosno Odrzańskie

Na podstawie zarządzenia Nr 023/Org. szefa Sztabu Generalnego WP z 7 marca 1962 roku 4 DP została przeformowana w 4 Dywizję Zmechanizowaną i skadrowana.

## Żołnierze dywizji
Dowódcy dywizji 
- gen. bryg. Bolesław Kieniewicz  1 kwietnia 1944-1945
- płk Wasyl Korewski (AR)  1945-1946
- płk Stanisław Ziarkowski (AR)  1946-1947
- gen. bryg. Stanisław Habowski  1947-1948
- płk Henryk Bąkowski  1948-1950
- płk/gen. bryg. Zygmunt Huszcza  1950-1952
- gen. bryg. Brunon Marchewka  1954-1955
- płk Tadeusz Nałogowski  1955-1957
- gen. bryg. Mieczysław Mazur  1957-1959
- gen. bryg. Leon Łapiński  1959-1964

## Miejsce stacjonowania sztabu dywizji
- Ostrów Wielkopolski (do 1946)
- Kalisz ul. Plac św. Józefa 3 (do 1950)
- Krosno Odrzańskie ul. Słubicka 10

## Upamiętnienie

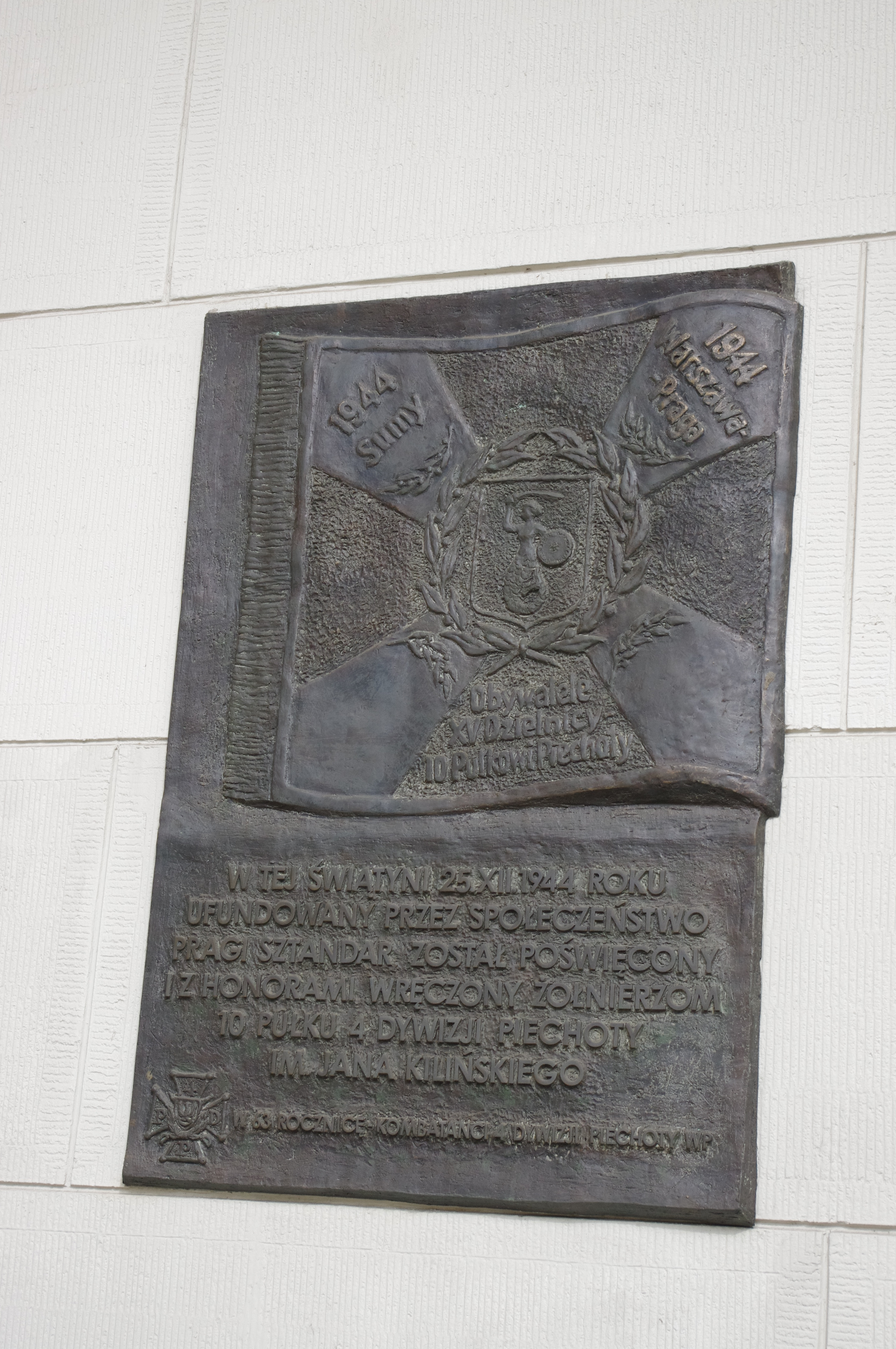
Tablica na ścianie Bazyliki Najświętszego Serca Jezusowego w Warszawie
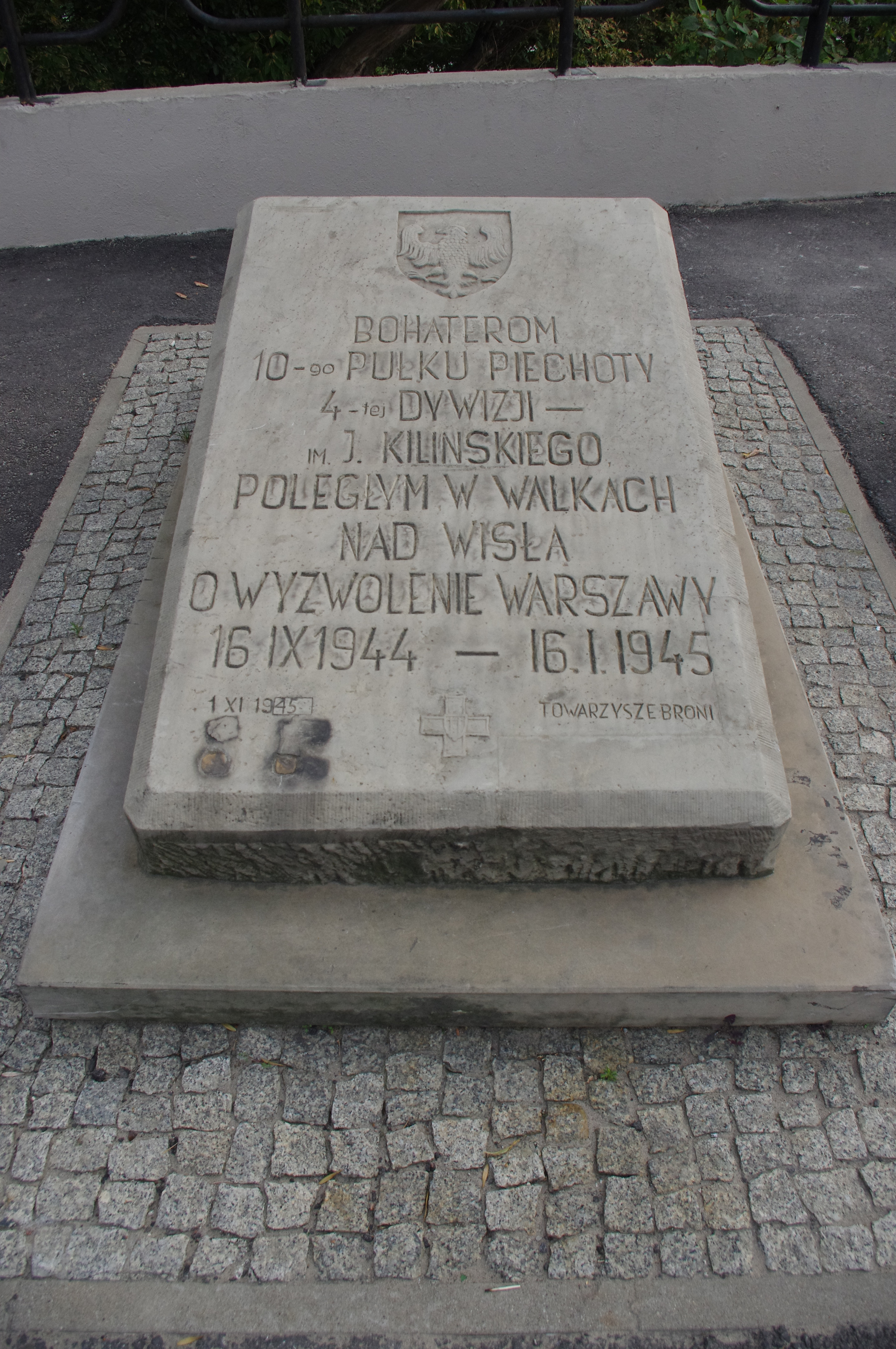
Kamień u wylotu Mostu Poniatowskiego w Warszawie.
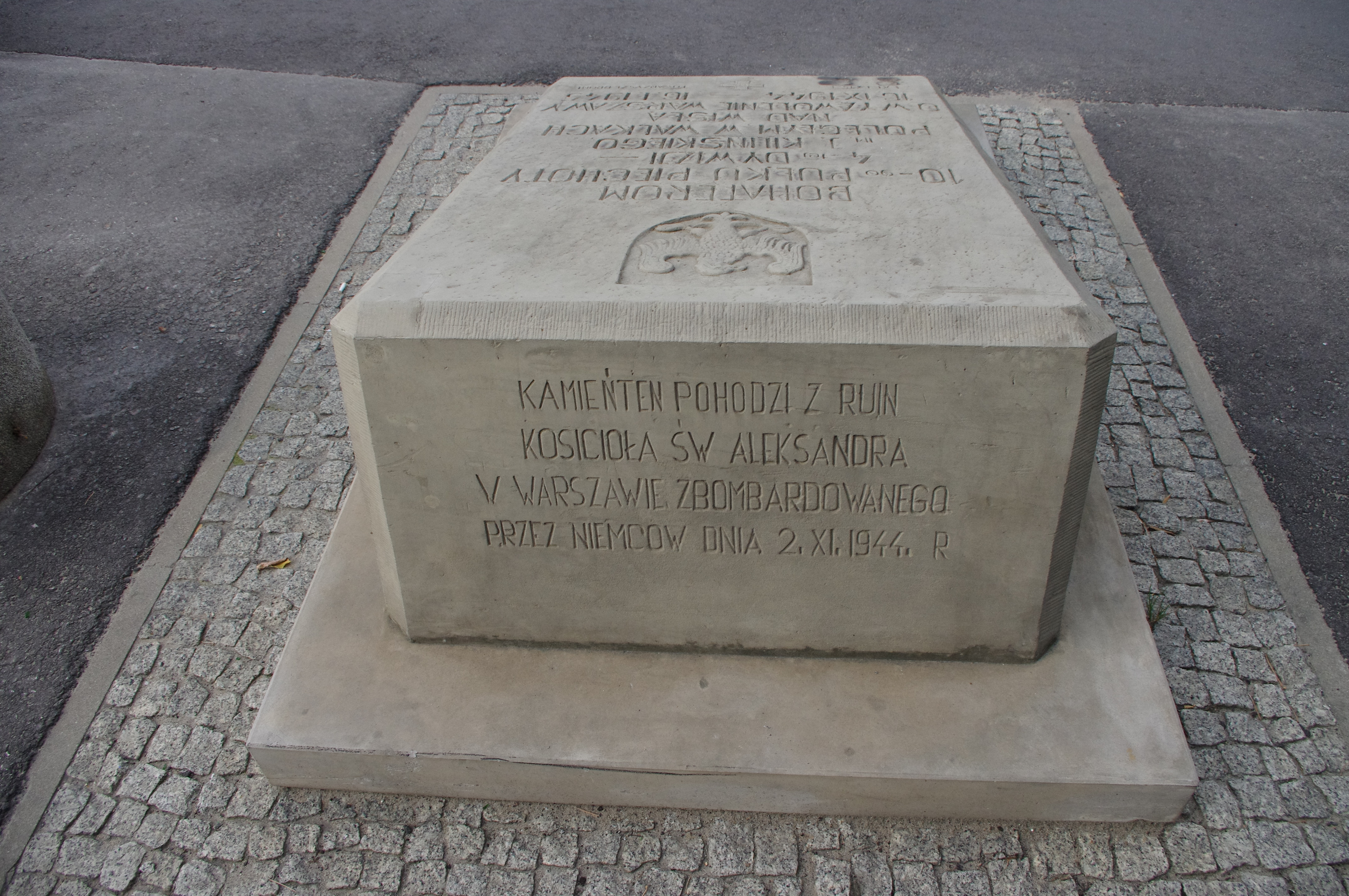
Kamień u wylotu Mostu Poniatowskiego w Warszawie.
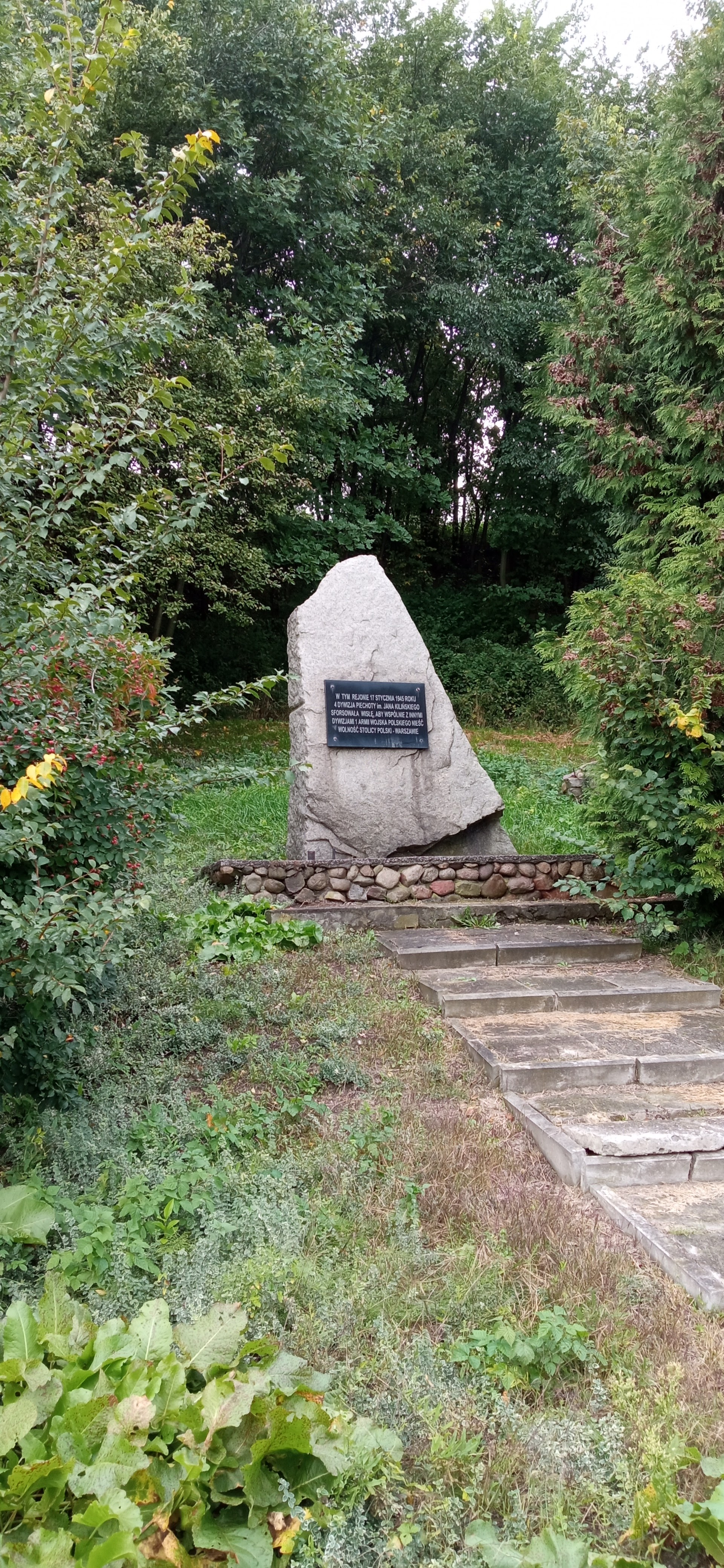
Kamień pamiątkowy w Górze Kalwarii